# 유럽통화제도
유럽통화제도(European Monetary System, EMS)는 1979년 3월에 EC 국가들을 주축으로 창설된 일종의 통화 블록으로, EC 통화 상호간에 환율 안정을 이룩하고 미국달러 및 일본엔화 등의 EC 역외통화에 대하여 가맹국 통화 전체가 환율 변동을 하는 제도이다. EC 통화의 단일화를 통해 EC 역내의 경제적 통합을 실현하는게 EMS 창설의 목적이며, 주요 내용으로 가치 척도로서의 유럽통화단위(European Currency Unit)의 창출, 환율 조정 및 개입 그리고 유럽통화기금 등이 있다.
1971년 8월 미달러의 금태환이 정지된 후, 각국의 환율평가가 불안해지자 세계 주요통화국은 71년 12월 스미스소니언 협정을 거쳐 유럽 각국의 미달러 환율 변동폭을 기존의 상하 1%에서 상하 2.5%로 확대하기로 했다. 이에 대해 72년 4월 가맹국가들이 대미달러 환율 변동폭을 1.125%로 제한하는 유럽통화 스네이크를 발족시켰다. 이의 명칭은 환율 변동의 모습이 터널 속의 뱀과 같다고 해서 명명된 것이다. 그러나 1973년 3월에 달러 위기가 계속되자 스네이크 가맹통화들은 비가맹통화에 대해 아무런 제한을 두지 않고 변동시켜 나가되 스네이크 가맹통화 간에는 환율 변동의 범위를 제한하도록 함으로써 공동변동환율제가 채택되었다.
1978년 들어 유럽국가를 위한 보다 효율적이고 합리적인 통화제도의 창설을 모색하게 되었고, 그 결과 1979년 3월에 정식으로 EMS가 발족하게 되었다. EMS는 벨기에·덴마크·프랑스·아일랜드·이탈리아·룩셈부르크·네덜란드·영국·독일(통일 전 서독)같은 가맹국과 함께 출범했다.
1981년에 그리스가 EMS에 가입했고, 1990년에는 포르투갈과 에스파냐가, 1994년에는 오스트리아가 이 제도에 가입했다. 그후 1994년 1월 1일 EC가 EU(유럽연합)으로 고유명칭을 바꾸었고, 유럽연합의 중앙은행 역할을 하게 될 유럽통화기구(EMI)가 설립되었다.